# Fort Moore

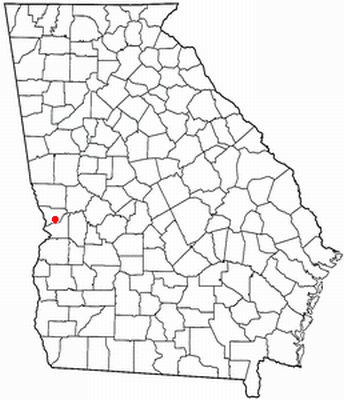
Localizzazione di Fort Moore in Georgia

Fort Moore (precedentemente Fort Benning) è una base dell'Esercito degli Stati Uniti situato a sud-ovest di Columbus nelle contee di Muscogee e di Chattahoochee in Georgia e nella contea di Russell in Alabama, nota per essere la sede della Scuola di Fanteria dell'Esercito Americano.

## Storia
Dal 1918 Camp Benning funge da casa della fanteria statunitense.
Nel 1940, la notte prima del loro primo lancio dalla base, i paracadutisti di Fort Benning videro un film su Geronimo, e cominciarono a gridare il suo nome durante i lanci.
Il terrorista Luis Posada Carriles, ai tempi della collaborazione con la CIA, sarebbe stato addestrato proprio qui, a Fort Moore (dove ottenne i gradi di tenente dell'esercito degli Stati Uniti), prima di prendere parte alla fallita invasione della Baia dei porci.
Dal 1984 al 2000 è stata sede della famosa e criticata Scuola delle Americhe (inglese: School of the Americas). Al suo posto nel 2001 è stato creato l'Istituto dell'Emisfero Occidentale per la Cooperazione alla Sicurezza (inglese: Western Hemisphere Institute for Security Cooperation).
Oltre a essere sede della Scuola di Fanteria e della Armour school (mezzi corazzati), vi è di stanza un reparto di forze speciali dell'esercito statunitense, il 75th Ranger Regiment.
È stato originariamente chiamato per Henry L. Benning, un generale di brigata dell'esercito degli Stati confederati durante la guerra civile. Fort Benning era una delle dieci installazioni dell'esercito americano chiamate con nomi di ex generali confederati, che è stata ribattezzata l'11 maggio 2023 Fort Moore, dal generale Hal Moore.